# 乙酸氧钒(IV)
乙酸氧钒(IV)是VO2+的乙酸盐，化学式为VO(CH3COO)2。

## 制备
乙酸氧钒由五氧化二钒在过量乙酸酐中回流制得。反应结束后，将固体过滤，用三氯甲烷洗涤，室温真空干燥得到。